# Anthony Veiller
Anthony Veiller, né à New York le 23 juin 1903 et mort à Hollywood (Californie) le 27 juin 1965, est un scénariste et producteur de films américain.

## Biographie
Fils du scénariste Bayard Veiller et de l'actrice anglaise Margaret Wycherly, Anthony Veiller a écrit le scénario de 41 films entre 1934 et 1964. Il a été marié avec la scénariste Laura Kerr.

## Filmographie

### En tant que scénariste
- 1934 : The Witching Hour de Henry Hathaway
- 1934 : Menace de Ralph Murphy
- 1934 : Une femme diabolique de Ralph Murphy
- 1935 : Jalna de John Cromwell
- 1935 : Cœurs brisés de Philip Moeller
- 1935 : L'Étoile de minuit de Stephen Roberts
- 1935 : Seven Keys to Baldpate de William Hamilton et Edward Killy
- 1936 : Mon ex-femme détective de Stephen Roberts
- 1936 : Madame consent de Stephen Roberts
- 1936 : Sous les ponts de New York (Winterset) d'Alfred Santell
- 1936 : La Rebelle de Mark Sandrich
- 1936 : Sur les ailes de la danse (non crédité) de George Stevens
- 1937 : Michel Strogoff de George Nichols Jr.
- 1937 : Pension d'artistes de Gregory La Cava
- 1938 : Radio City Revels de Benjamin Stoloff
- 1939 : Gunga Din (non crédité) de George Stevens
- 1939 : Chirurgiens de Frank Borzage
- 1939 : Laissez-nous vivre (Let Us Live) de John Brahm
- 1942 : Her Cardboard Lover de George Cukor
- Pourquoi nous combattons (Why We Fight)
  - 1942 : Pourquoi nous combattons : Prélude à la guerre (Why We Fight: Prelude To War) de Frank Capra et Anatole Litvak
  - 1943 : Pourquoi nous combattons : Les nazis attaquent (en) (Why We Fight: The Nazis Strike) de Frank Capra et Anatole Litvak
  - 1943 : Pourquoi nous combattons : La Bataille d'Angleterre (en) (Why We Fight: The Battle of Britain) de Frank Capra et lui-même (coréalisateur uniquement)
  - 1943 : Pourquoi nous combattons : La Bataille de Russie (en) (Why We Fight: The Battle of Russia) de Frank Capra et Anatole Litvak
- 1943 : Un commando en Bretagne de Jack Conway
- 1944 : Victoire tunisienne (en) de Frank Capra, Hugh Stewart, Roy Boulting, John Huston et lui-même (documentaire)
- 1945 : L’Aventure de Victor Fleming
- 1945 : War Comes to America (en) de Frank Capra et Anatole Litvak
- 1945 : Two Down and One to Go (en) de Frank Capra
- 1945 :Voici l'Allemagne (en) de Frank Capra
- 1946 : Les Tueurs  de Robert Siodmak (Prix Edgar-Allan-Poe du meilleur scénario en 1947)
- 1946 : Le Criminel d'Orson Welles
- 1948 : L'Enjeu de Frank Capra (également producteur)
- 1952 : Moulin Rouge de John Huston
- 1952 : La Planère rouge (Red Planet Mars) de Harry Horner (coproducteur)
- 1953 : Plus fort que le diable de John Huston (coscénariste - non crédité)
- 1955 : La Princesse d'Eboli de Terence Young
- 1956 : Safari de Terence Young
- 1956 : Moby Dick de John Huston
- 1957 : Quand la bête hurle (Monkey on My Back) d'André de Toth
- 1959 : Tombouctou de Jacques Tourneur
- 1959 : Salomon et la Reine de Saba de King Vidor (également réalisateur)
- 1963 : Le Dernier de la liste de John Huston
- 1964 : La Nuit de l'iguane de John Huston

### En tant que producteur (sélection)
- 1940 : Typhon de Louis King
- 1940 : Nuits birmanes de Louis King
- 1949 : La Fille du désert de Raoul Walsh
- 1950 : Du sang sur le tapis vert de Vincent Sherman
- 1950 : Pilote du diable (Chain Lightning) de Stuart Heisler
- 1951 : Les Amants de l'enfer de Michael Curtiz
- 1951 : Une corde pour te pendre de Raoul Walsh